# Abstiegsbauwerk
Abstiegsbauwerk, auch Aufstiegsbauwerk genannt, ist der Sammelbegriff für ein Verkehrswasserbauwerk, das Wasserfahrzeugen das Überwinden des Höhenunterschiedes (der Fallhöhe) an einer Fallstufe (Staustufe oder Kanalstufe) in einer Wasserstraße ermöglicht.
Das Abstiegsbauwerk kann ausgeführt sein als

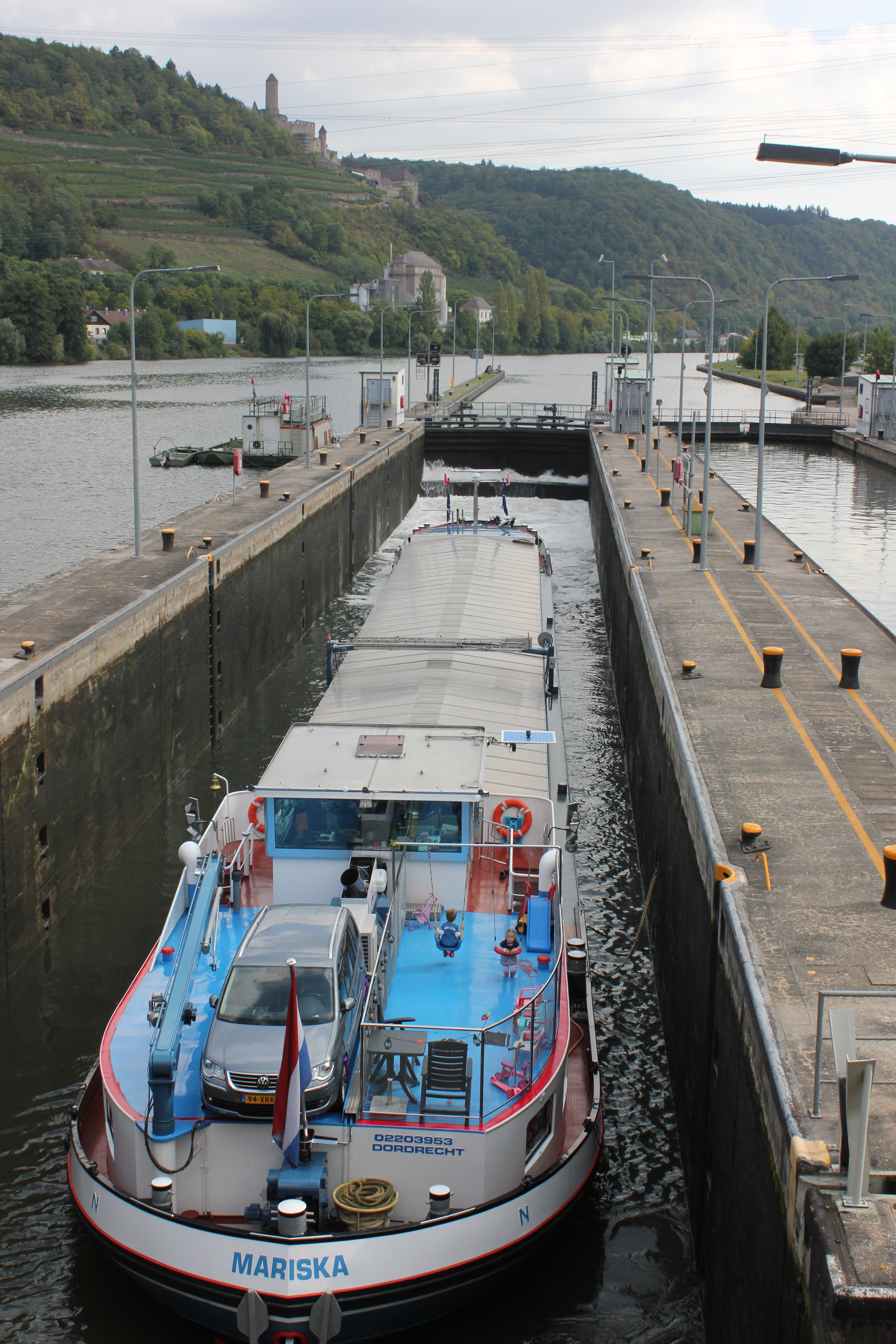
Schleuse
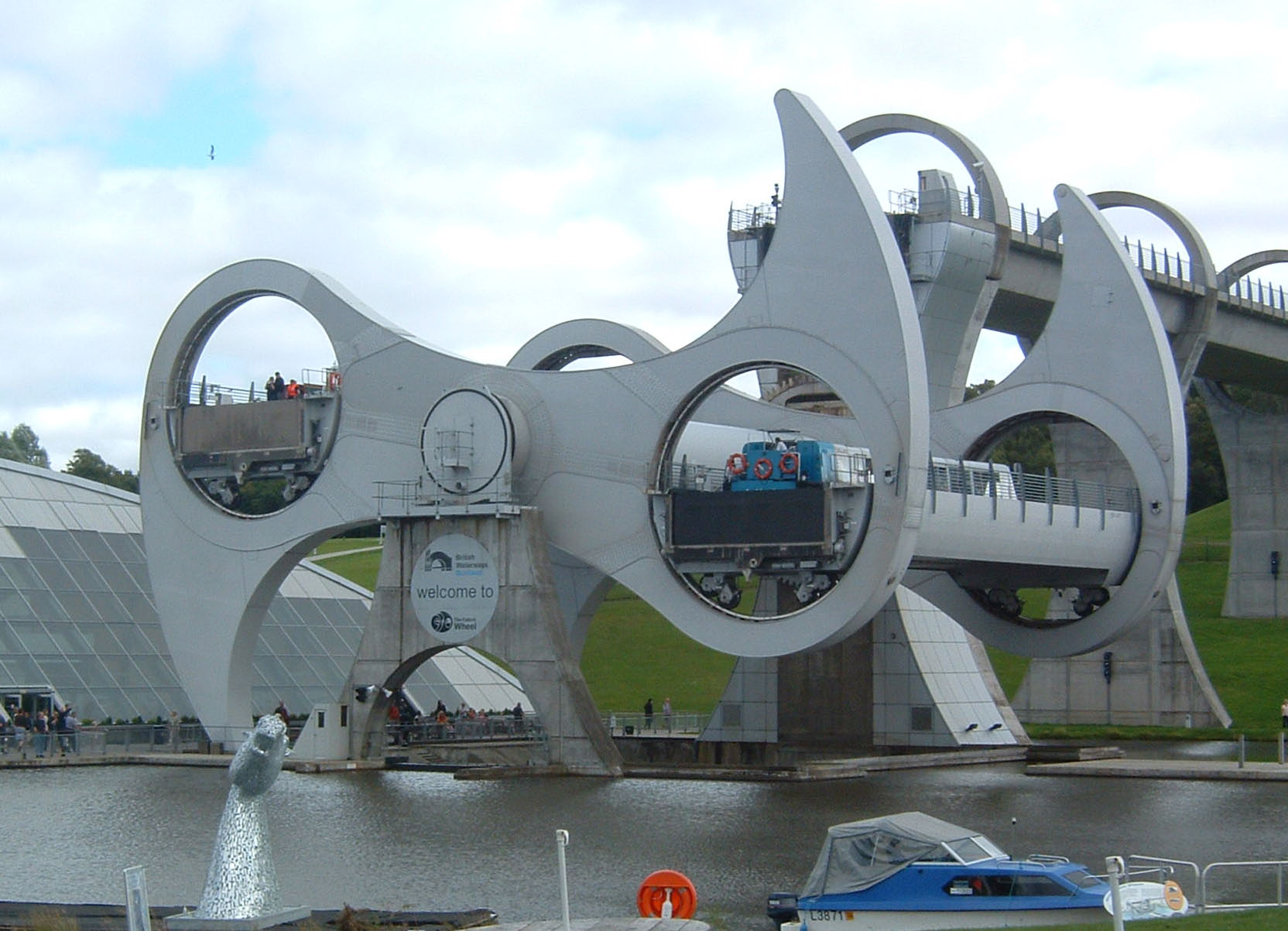
Schiffshebewerk
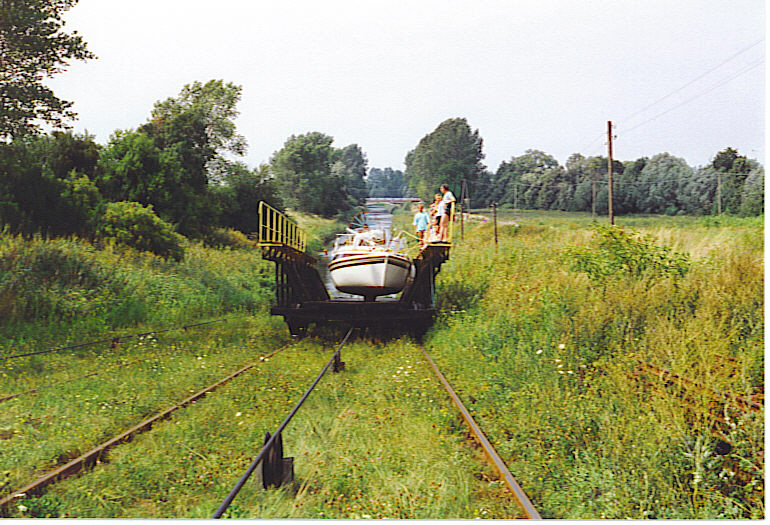
Rollberg
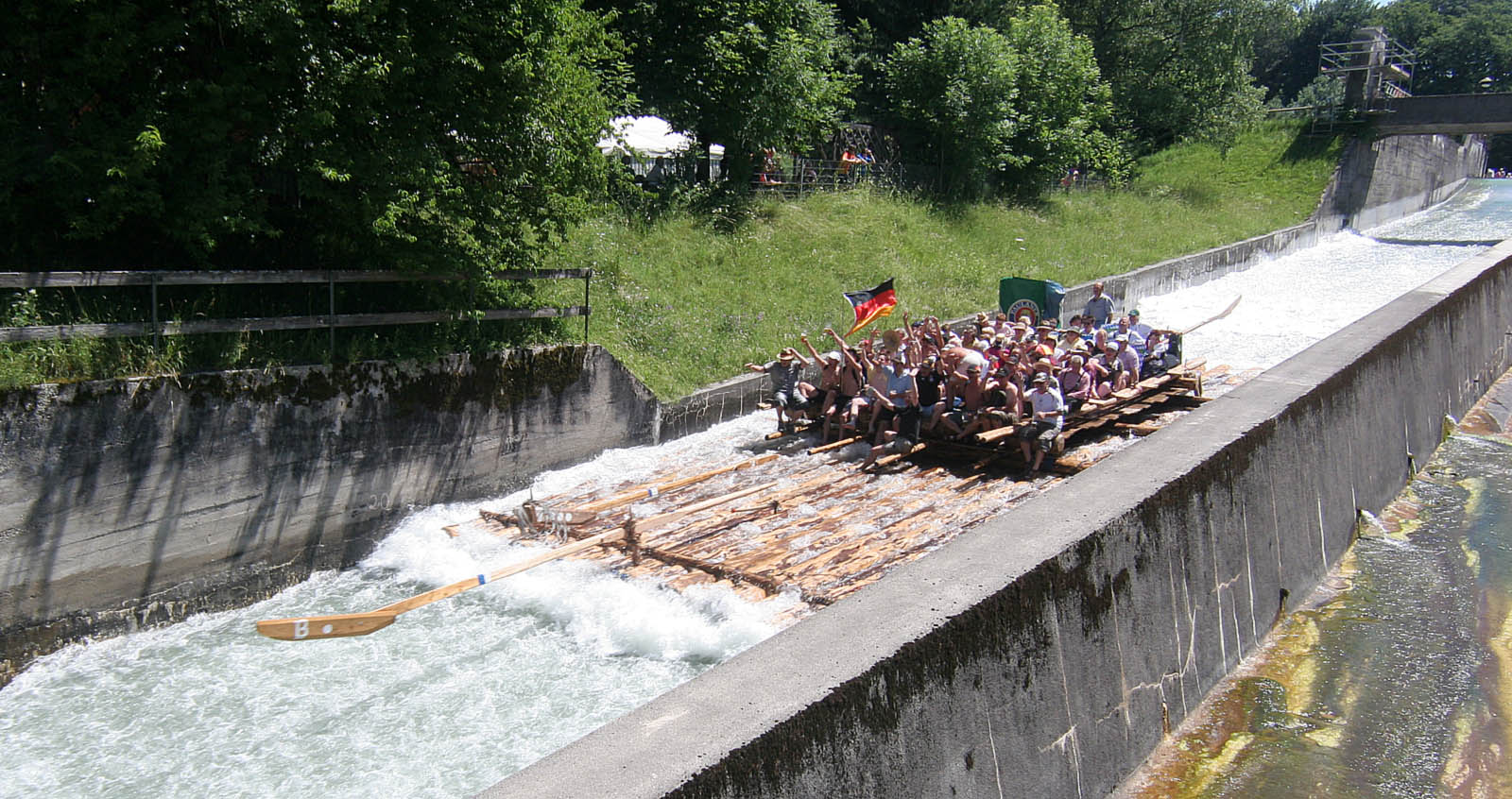
Floßgasse als Form der Bootsgasse
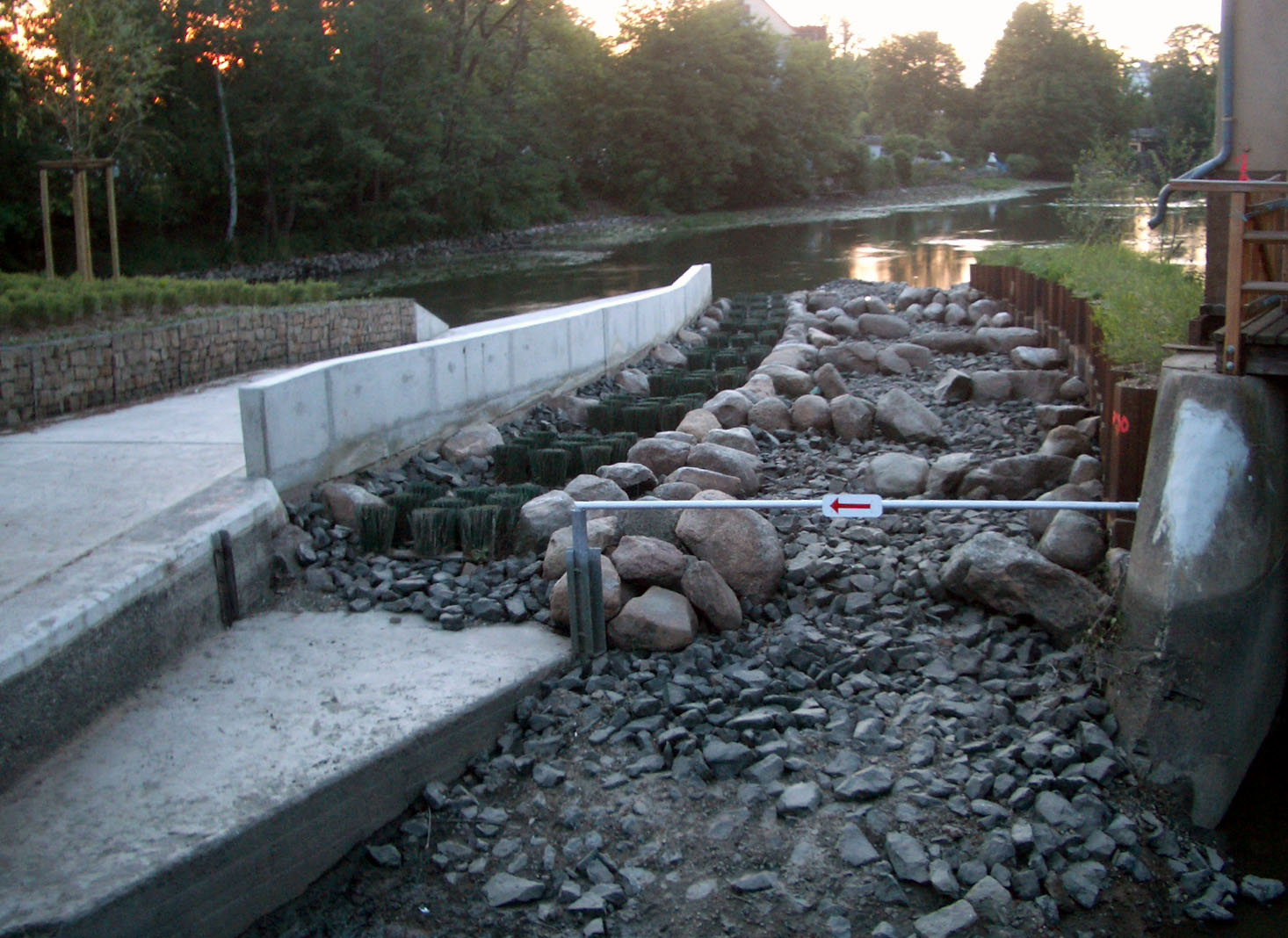
Trockengelegter Fisch-Kanu-Pass
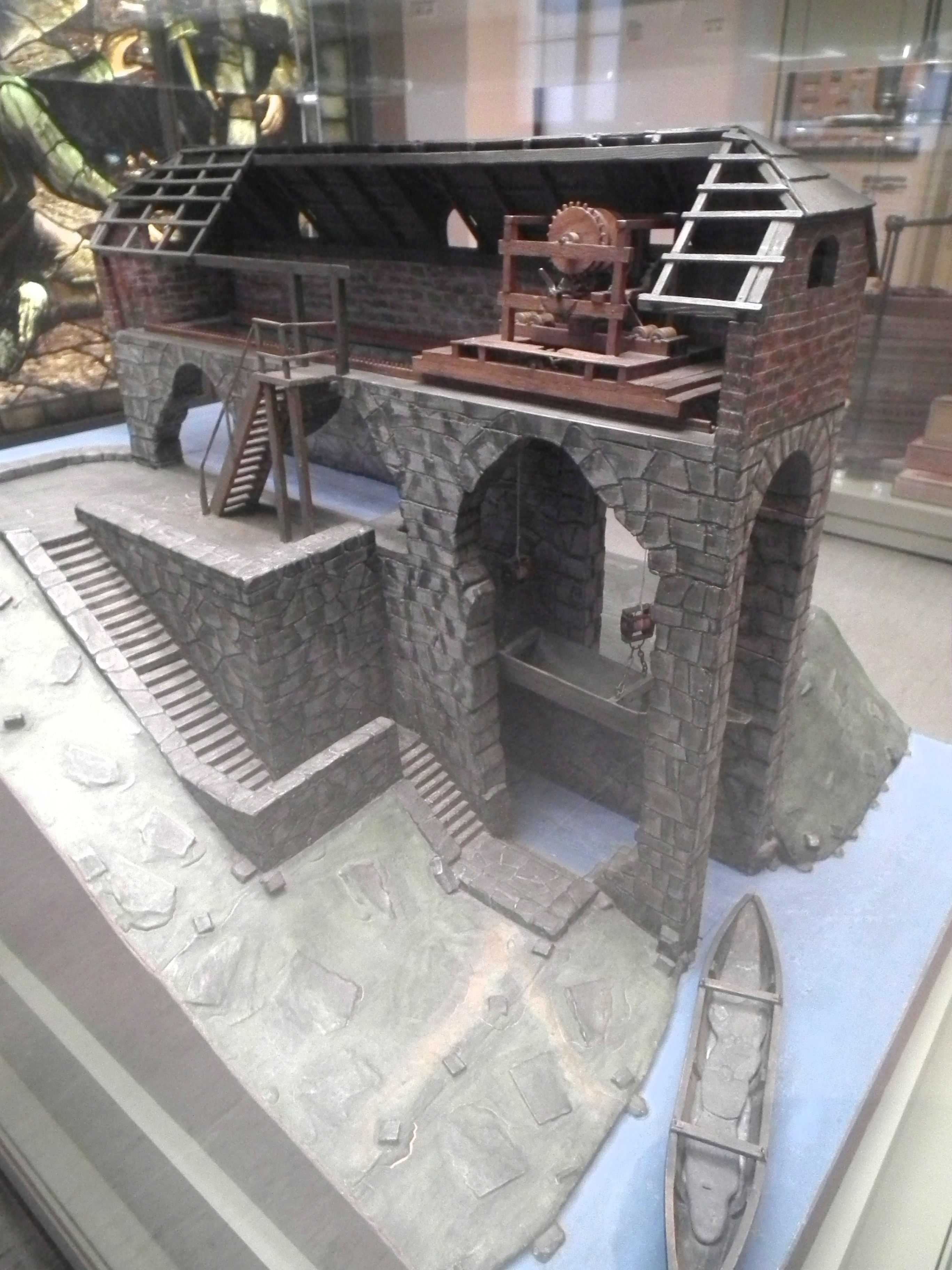
Modell eines Kahnhebehauses

- Bootsgasse

- Schleuse
- Schiffshebewerk
- Rollberg
- Floßgasse als Form der Bootsgasse
- Trockengelegter Fisch-Kanu-Pass
- Modell eines Kahnhebehauses